# Thomas Sykora
Thomas Sykora (Tulln an der Donau, 18 de mayo de 1968) es un deportista austríaco que compitió en esquí alpino.

## Trayectoria
Participó en dos Juegos Olímpicos de Invierno, en los años 1994 y 1988, obteniendo una medalla de bronce en Nagano 1998, en la prueba de eslalon.
En la Copa del Mundo consiguió nueve victorias y veintiuno podios en total.
En 1997 recibió la Condecoración de Oro de la Orden al Mérito de la República de Austria y en 1998 la Condecoración de Honor de Plata de la Orden al Mérito de la República de Austria.
Trabajó como comentador deportivo para la cadena ORF.

## Palmarés internacional
| Juegos Olímpicos | Juegos Olímpicos | Juegos Olímpicos  | Juegos Olímpicos |
| Año              | Lugar            | Medalla           | Prueba           |
| ---------------- | ---------------- | ----------------- | ---------------- |
| 1998             | Nagano (Japón)   | Medalla de bronce | Eslalon          |